# Honsiu
Honsiu (jap. 本州 Honshū) – największa, a tym samym główna wyspa Japonii, znajduje się na niej stolica państwa, Tokio. Na północy cieśnina Tsugaru oddziela ją od Hokkaido, na południu Morze Wewnętrzne od Sikoku, a na południowym zachodzie po drugiej stronie cieśniny Shimonoseki leży wyspa Kiusiu. Honsiu jest siódmą co do wielkości wyspą na świecie.

## Geografia
Wyspa ta ma około 1300 km długości, jej szerokość waha się od 50 do 230 km, a powierzchnia wynosi 227 939,66  km², co stanowi 60,3% powierzchni Japonii. Linia brzegowa jest dobrze rozwinięta i ma 5450 km.
Górzysta i wulkaniczna Honsiu jest terytorium sejsmicznym, nękanym przez liczne trzęsienia ziemi (1 września 1923 roku trzęsienie o ogromnej sile poważnie zniszczyło ⅔ Tokio i niemal całą Jokohamę – 142,8 tys. zabitych).
Najwyższym szczytem jest Fudżi (3776 m). Na Honsiu znajduje się wiele rzek, w tym najdłuższa w Japonii, Shinano (376 km).
Na północy Honsiu występuje klimat umiarkowany, wybitnie morski, zaś w pozostałej części podzwrotnikowy, morski.
Alpy Japońskie, znajdujące się w środkowej części wyspy, powodują zróżnicowanie klimatu pomiędzy wybrzeżem zachodnim od strony Morza Japońskiego, a wschodnim od strony Pacyfiku. Układ ten powoduje, że w pewnych okresach występują dwie „pory roku” w odległości kilkunastu kilometrów od siebie: ciepła jesień od strony Pacyfiku i kilkumetrowe zaspy śniegu od strony „tylnej” Japonii. Alpy powodują bowiem zderzenie mas ciepłego powietrza znad Morza Japońskiego z zimnymi prądami napływającymi znad kontynentalnej Azji, a więc niezwykle obfite opady śniegu.

## Populacja
Na Honsiu żyje ok. 103 mln ludzi skoncentrowanych na niewielkim obszarze nizinnym. Na równinie Kantō, na której są miasta: Tokio, Jokohama, Kawasaki, Saitama mieszka prawie 35% z tej liczby.
Na zachodzie, na obszarze metropolitarnym Keihanshin składającym się w głównej mierze z Kioto, Osaki i Kobe mieszka ok. 17,5 mln ludzi. Inne ważne miasta to: Nagoja, Hiroszima i Sendai. Gęstość zaludnienia wynosi 452 osoby na 1 km² i jest to największy wskaźnik w całej Japonii.
Wyspa składa się z pięciu regionów podzielonych na 34 prefektury:
1. Tōhoku – Akita, Aomori, Fukushima, Iwate, Miyagi, Yamagata.
2. Kantō – Chiba, Gunma, Ibaraki, Kanagawa, Saitama, Tochigi, Tokio.
3. Chūbu – Aichi, Fukui, Gifu, Ishikawa, Nagano, Niigata, Toyama, Shizuoka, Yamanashi.
4. Kinki (także Kansai) – Hyōgo, Kioto, Mie, Nara, Osaka, Shiga, Wakayama.
5. Chūgoku – Hiroszima, Okayama, Shimane, Tottori, Yamaguchi.

## Rolnictwo
Na Honsiu znajdują się ważne dla kraju ośrodki rolnicze. Niigata jest dużym producentem ryżu, a na równinach Kantō i Nobi oprócz tego zboża uprawia się warzywa. Yamanashi to rejon, gdzie dominuje sadownictwo, a Aomori znane jest ze swoich jabłek.

## Transport
Honsiu połączone jest z pozostałymi trzema wyspami tunelami i mostami.
Trzy nowoczesne systemy mostów zostały zbudowane poprzez wyspy Morza Wewnętrznego, łącząc Honsiu i Sikoku (Akashi-Kaikyō, najdłuższy most wiszący na świecie o długości 3,9 km).
Honsiu z Hokkaido łączy Seikan – najdłuższy na świecie podmorski tunel kolejowy (dł. 54 km).